# Конота зелена
Коно́та зелена (Psarocolius viridis) — вид горобцеподібних птахів родини трупіалових (Icteridae). Мешкає в Амазонії та на Гвіанському нагір'ї.

## Опис

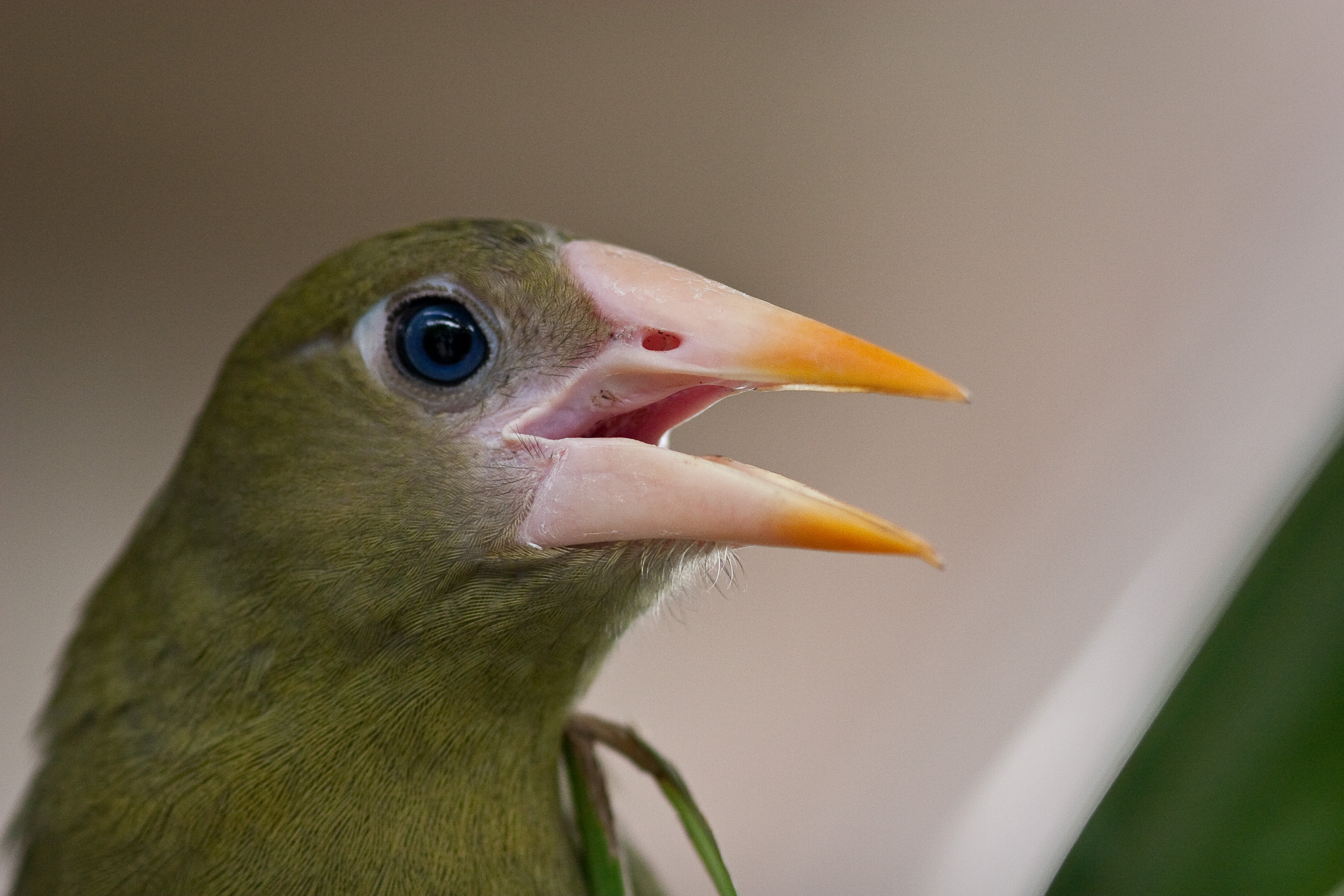
Зелена конота

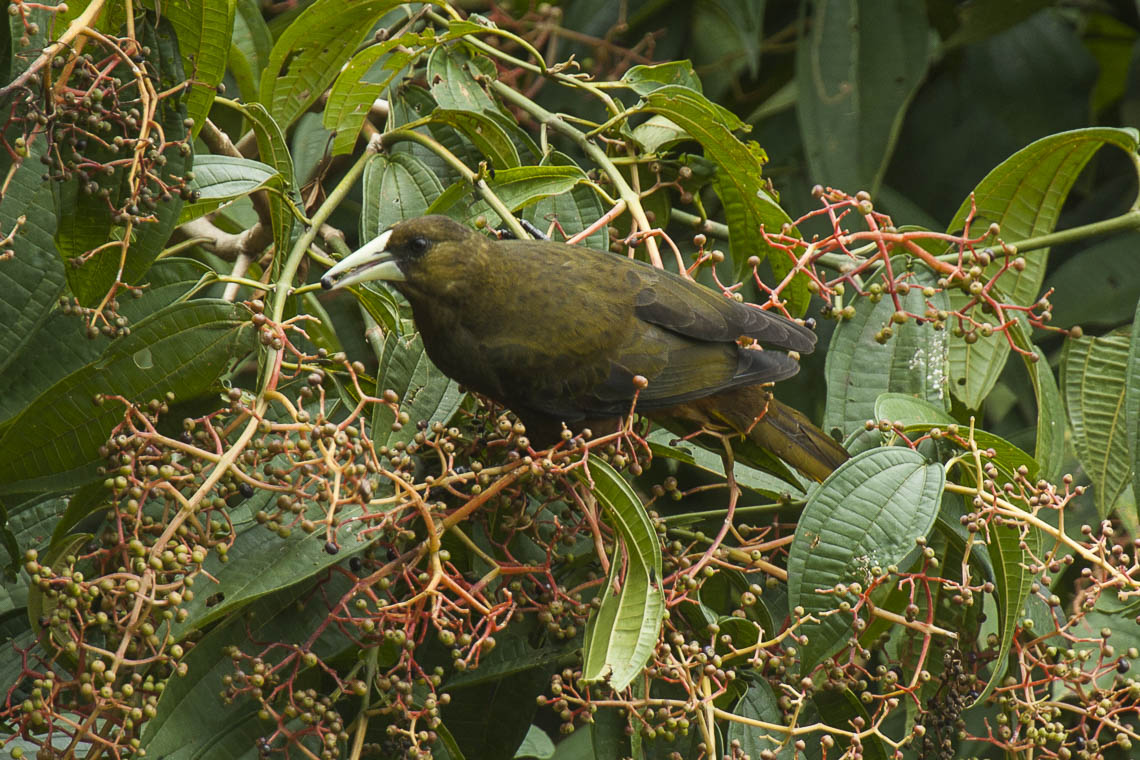
Зелена конота (Національний парк Ману, Перу)

Довжина самців становить 43 см, самиць 37 см, самці важать 400 г, самиці 300 г. Голова, груди і спина блідо-оливково-зелені, крила сірувато-зелені, надхвістя і нижня частина тіла каштанові. Центральні стернові пера чорні, решта стернових пер жовті. Дзьоб блідо-жовтуватий з оранжевим кінчиком. Райдужки блакитнуваті, на тімені малопомітний чуб.

## Поширення і екологія
Зелені коноти мешкають в Колумбії, Еквадорі, Перу, Бразилії, Венесуелі, Гаяні, Суринамі і Французькій Гвіані, трапляються на півночі Болівії. Вони живуть у вологих тропічних лісах. Зустрічаються зграями, на висоті до 100 м над рівнем моря, часто приєднуються до змішаних зграй птахів. Живляться комахами і плодами, слідкують за червоногорлими каракарами, що розорюють осині гнізда. Зелені коноти є полігамними птахами, гніздяться колоніями. Гнізда мають видовжену, мішечкоподібну форму, птахи плетуть їх з рослиних волокон і лоз і підвішують на деревах. Зелені коноти іноді стають жертвами гніздового паразитизму великих вашерів.